# Sultan Ali Keshtmand
Sultan Ali Keshtmand  (né le 22 mai 1935) est un homme politique afghan d'ethnie hazara, Président du Conseil des ministres (en) à deux reprises, d'abord de 1981 à 1988 puis de 1989 à 1990.

## Biographie
Né dans une famille Hazara, il adhère dans les années 1960 au PDPA, le parti communiste afghan. Après sa scission en deux groupes rivaux, il rejoint l'aile modérée, le Parcham de Babrak Karmal. Après la révolution de Saur de 1978, il est nommé au gouvernement, étant avec Abdelkrim Missaq l'un des deux premiers hazaras, ethnie souvent persécutée, à entrer dans un gouvernement. Arrêté sur les ordres d'Hafizoullah Amin, il est jeté en prison avant d'être libéré par les soviétiques à la fin de 1979 pour être placé au pouvoir avec Karmal, puis Najibullah. Il est l'un des plus importants dirigeants communistes afghans des années 1980 durant la guerre d'Afghanistan. Après la chute du régime communiste en 1992, il est contraint de s'exiler en Grande-Bretagne.